# 魔王の俺が奴隷エルフを嫁にしたんだが、どう愛でればいい?
『魔王の俺が奴隷エルフを嫁にしたんだが、どう愛でればいい？』（まおうのおれがどれいエルフをよめにしたんだが どうめでればいい）は、手島史詞による日本のライトノベル。イラストはCOMTAが担当している。HJ文庫（ホビージャパン）より2017年2月1日から刊行されている。略称は「まどめ」。2024年6月時点でシリーズ累計部数は230万部を突破している。
メディアミックスとして、板垣ハコの作画によるコミカライズがウェブコミック配信サイト『コミックファイア』（同社）にて2018年2月23日より連載中。また、バルバロスとシャスティルを主人公としたスピンオフの漫画作品『悪友の俺がポンコツ騎士を見てられないんだが、どう世話を焼きゃいい？ 〜まどめ外伝〜』が板垣ハコの構成および双葉ももの作画で制作され、同サイトにて2021年12月28日より連載中。2024年4月から6月までテレビアニメが放送された。

## あらすじ
森の奥にある廃城にひとり住む魔術師ザガンは、オークションで手に入れたエルフの少女ネフェリアを前に極度に緊張していた。
（好きな女の子と会話するのって、どうすればいいんだ……!）
悩んでいると、彼女が質問を投げかけてくる。
「わたしは、どのような殺され方をするの……でしょうか？」
これは、孤児ゆえに過酷な人生を送ってきた魔術師と、故郷の里で迫害されてきた少女が、共に過ごすうちに互いに心を通わせていく物語である……

## 登場人物
声の項は特記のない場合、テレビアニメ版の声優。
ザガン
声 - 小林裕介、広瀬さや（少年） / 内田雄馬（ドラマCD）
本作の主人公。種族は人間で、強大な魔術師である魔王の座に就任している。
悪友バルバロスの誘いで参加した、先代魔王マルコシアスの遺産を扱う闇オークションの"商品"であるネフェリア（ネフィ）に一目ぼれし、有り金全てをはたいて購入した。
幼い頃は貧しく盗みを働いて生きていた。8歳の時に魔術師《怨嗟》アンドラスに実験素体として捕まるも、見よう見真似で覚えた魔術で反撃して逆に彼を殺害。居城と財産を奪って魔術師になった。これは通常ではありえない事であり、その天性の才能は他の魔王をして脅威に感じられるほどで、彼が若くして魔王に選ばれた最も大きな理由となった。魔王襲名時に《魔術師殺し》の称号を与えられた。
その才能は他の魔術師の魔術を乗っ取り自分のものとする術が一番の特長だが、通常の魔術行使においても極めて強力ながら精密で繊細に力を操る。また研究分野においても優れた発想や閃きを発揮する。基本的に魔術では対象の識別による発動の有無など大雑把な括りでしか出来ないものだが、ザガンの才能は個人を識別しての発動の有無さえ可能としている。
魔王を襲名したことでその宿命にネフィを巻き込むまいと奴隷の証の首輪を解除し放逐したが、ネフィの決意と覚悟を確認して、ネフィが日の元で穏やかに暮らせるようにするため世界を支配することに決め嫁に迎える。ネフィを嫁にしてからは彼の元に人が集まるようになり、守るべきものが増えている。
魔王の刻印や聖剣および洗礼鎧に刻まれた紋様が神霊言語であることに気付き、これらの誕生にかつてハイエルフが使ったとされる神霊魔法が関わっていると推測。それらを研究して解き明かすことで魔王の刻印の破壊を目指す。そしていずれ自分の前に立ちはだかるであろう魔族や他の魔王達、敵対する聖剣所持者達への対抗手段とすべく新たな魔術の構築を進めている。
ネフェリア
声 - 市ノ瀬加那 / 雨宮天（ドラマCD）
本作のヒロイン。古き神々の血を引く種族エルフの中でも、純血に近いとされる伝説のハイエルフ（混血が進んで既に滅んだ）の先祖返り。先祖返りを起こすエルフは彼女以外にも存在しているが、その中でもハイエルフとしての特徴が最も強く現れており、魔王ビフロンスからは完全なハイエルフと呼ばれた。愛称は「ネフィ」。
先代魔王マルコシアスの奴隷として献上される予定だったが、マルコシアス死去によって闇オークションに出されたところをザガンが見初めて買い取られた。
ハイエルフ独特の特徴の白い髪と肌、碧い瞳、自然を操り会話して死者さえ蘇生してしまう異能力「魔法」と呼ばれる禁忌の力を操ることから、劣化したエルフである里の同族達からは拒絶され「呪い子」として忌避され迫害されていた。
ある日里が賊に襲われ、里の者たちからその力でいままで生かされていた恩を果たせと要求されるもこれを無視し無抵抗のまま投降。同族を見殺しにすることで報復とした。自身を迫害した同族が惨殺される様を見て快く感じていた醜い心の内を自覚したことでザガンと会うまでは生きる事に対する諦念を持っていた。後にザガンにそのことを吐露するも、それを肯定され安堵し涙を流した。
ザガンが魔王を襲名したことで奴隷の証の首輪を解除され一度はザガンから放逐されたが、魔王の宿命を自分ひとりで負うために孤独になろうとするザガンの真意を知り、自らの意思でザガンと共に生きることを選択しザガンの嫁となる。その際、奴隷の証の首輪をザガンとの絆として自らの意思で付け直した(首輪の効力は解除した時点で完全に消えており、現在はただの飾りとなっている)。
当初は自分がハイエルフであることをザガン共々知らなかったが、魔王ビフロンスによってその素性が明かされた。その戦いの中でネフテロスが発動した神霊魔法を見たことで自身でも扱えるようになった。
ウォルフォレ
声 - 美坂朱音 / 長縄まりあ（ドラマCD）
竜の少女。愛称は「フォル」。「亡霊」と呼ばれる魔術師で、魔王候補のひとりだった。亡霊の時は全身鎧の大男に見える姿に擬装している。
生きるために力を求めて新米の魔王であるザガンを狙うが、あっさりと返り討ちにされる。罰としてネフェリアの手伝いを言い渡されるが、彼女に従事するうちに二人に懐いて正式に養子となり、義娘として城で共に生活するようになる。
賢竜オロバスの娘で、父親が聖騎士に殺されその復讐のために力を求めたのがザガンの元に来た発端。その仇であるラーファエルに殺意を燃やすが、事実は異なっており本当の仇は魔族であった。事実を知った後は聖騎士やラーファエルへの敵愾心も消えたようで、シャスティルに対する当たりも柔らかくなり、ラーファエルにも懐いている様子。左腕を失ったラーファエルのために、亡霊の時の鎧を元にした義手を作った。
シャスティル・リルクヴィスト
声 - 菱川花菜 / Lynn（ドラマCD）
「聖剣の乙女」の二つ名を持つ、教会に属する聖騎士。聖剣アズラエルの所持者。戦闘面以外はポンコツであり、普段の生活が心配になるほど失敗が多い。
人さらいの魔術師を倒すため自らを囮として調査している中でザガンに出会う。人でなしと知られる既存の魔術師らしくない優しさを持つザガンに関心を抱き、その嫁たるネフィらと共に交流していく中で、魔術師は例外なく敵であり抹殺対象であるという教会の方針に違和感を抱くようになる。
これにより、魔術師抹殺を掲げ自身を神の代弁者・正義の執行者と妄信し、過去に異を唱えた幾人もの聖騎士を暗殺してきたクラヴェル枢機卿に命を狙われることになる。そして毒を盛られたところをザガンに護衛を依頼されていたバルバロスによって救出され、ザガンの城でしばらく過ごすことになった。その最中にウォルフォレやラーファエル、魔族に関する事情を知り、現状を少しでも変えたいと教会へ戻った。
バルバロス
声 - 谷山紀章、塙真奈美（少年） / 古川慎（ドラマCD）
ザガンの十年来の悪友である《煉獄》の通り名を持つ凄腕の魔術師。魔術によるアドレナリン操作で睡眠を誤魔化している影響で目の下は常に隈が広がっている。魔王候補のひとりだった。
スピンオフ作品「悪友の俺がポンコツ騎士を見てられないんだが、どう世話を焼きゃいい？」の主人公。
実はかつてザガンを攫い、ザガンによって殺された魔術師《怨嗟》アンドラスの弟子。いずれは自分が殺し、奪い取っていた筈のアンドラスの知識・城・財産がザガンに掠め取られたことに納得が活かず、また魔王となるために実力を示す必要があり、《顔剥ぎ》など複数の魔術師と手を組み、ザガンの名を騙って生贄とする少女の誘拐を繰り返し、彼に罪を擦り付けながら、「魔族」召喚のための準備を進めていた。
様子をうかがいに尋ねる中でザガンがネフィに好意を寄せていることを見抜き、彼への当て付けと魔族召喚の生贄としてネフィと居合わせていたシャスティルを自身の拠点へ誘拐するが、ネフィの口から魔王の座は既にザガンに継承されたことを知り、ザガン殺害のためにネフィを殺そうとしたが、そこにザガンが駆け付けたことで返り討ちにされる。ザガンからとどめを刺されなかったことで「殺すまで何度でも襲う」と宣言するも「何にも縛られずやりたいように振る舞ってこそ魔王」とザガンの言葉を受け、さらに作っていた魔族召喚魔法陣の誤作動で召喚された魔族がザガンに膝まづく様を目の当たりにして完全敗北を認めた。
敗北してからはザガンの悪友として以前と変わらない振る舞いをするが、憎まれ口を叩きながらも敵対することは無くなった。またザガンからシャスティルの護衛を依頼され、戦い以外ではポンコツな彼女の世話をあれこれ焼く羽目になる。
ラーファエル・ヒュランデル
声 - 稲田徹
魔術師討伐数最多を誇る”最恐”の二つ名を持つ聖騎士で、聖剣メタトロンの所持者。ウォルフォレの父親である賢竜オロバスを討伐したとされており、彼女の仇だと思われていた。竜を食って強靭な肉体を得たとされており、かなりの重症でもそれほど時を置かずに癒えてしまう。
事実はかつて出現した魔族との戦いにオロバスの助力を得て臨んだものの、部隊は壊滅しオロバスが相打ちに持ち込んでかろうじて勝利。重傷を負ったラーファエルは、オロバスの遺志を果たすためその血を啜って傷を癒すが、その場面をタイミング悪く駆け付けたウォルフォレに見られたというものであった。ラーファエル自身はオロバスの事を偉大な竜と尊敬し、共に戦った時の事を人生最良のひとときと語っている。
いずれ再来するであろう魔族に勝つには今の教会と魔術師が対立している現状では無理があり、オロバスの提唱した両者が力を合わせて戦うという遺志を果たすために共生派を立ち上げ、この理念を唱えるには不向きな自身の名を隠して「オロバス」と名乗り、志を同じくする同士を集めていた。その旗頭として、魔王を擁護するシャスティルに目を付け接触を図っていた。
ウォルフォレを巡るザガンとの諍いの中で、魔王マルコシアスの遺産であり、かつてオロバスと共に倒した魔族の遺骸を利用されて作られたゴーレムが起動。このゴーレムに狙われたウォルフォレを庇って攻撃を受け、左腕を失う重傷を負う。そこでかつての事実をウォルフォレに語り、ザガンとシャスティルがゴーレムを倒した後傷を押して教会に赴きクラヴェル枢機卿を処刑。聖騎士長を辞めてザガンの執事になった。
マニュエラ
声 - 伊藤彩沙
キュアノエイデスの服屋の店員。背中に翼を持つ翼人族。ネフィの最初の友達になった。
無類のかわいいもの好きで、油断するとネフィを始めとする己の琴線に触れる女の子にとんでもない恰好をさせようとする。そのため、ザガンからは服装を見立てる手腕は評価されつつも警戒されている。ゴメリとは趣味嗜好が似通っており知り合って即意気投合した。
ゴメリ
声 - 前田玲奈
《妖婦》の通り名を持つ次期魔王候補に名を連ねていた女魔術師。13人の魔王のうちの1人オリアスの弟子。希少種とされる「魔人族」で、山羊のようにねじれた角が特徴。
肉体年齢を操作する魔術に長けており、幼女から老婆まで自由自在に変化する。
恐ろしげな異名に反して非常に陽気で面倒見のいい好人物。ただ無類の可愛いもの好きであり、万物を愛でることに関して全てを捧げているトラブルメーカーでもある。そのためマニュエラとは気が合い知り合って即意気投合した。
キメリエス
声 - 田島章寛
《黒刃》の通り名を持つ獅子獣人で、次期魔王候補の一人だった。ゴメリとは旧知の仲。
ネフテロス
金の瞳と褐色肌であること以外ネフィに瓜二つの容姿をしたダークエルフで魔王ビフロンスの部下。その正体はビフロンスが人工的にハイエルフを生み出そうとして作り出したホムンクルス。ビフロンスの一番に成りたがっており、彼の関心を引くネフィに嫉妬していた。だが最初にネフィの存在を知った当時はエルフ達の所業に怒っており、自分の手で彼女を救ってやろうと思っていた。嫉妬心からネフィに敵愾心を抱き襲撃するが失敗。むしろ自分との力の差を知る羽目になりより意固地になっていった。
主に一途に想いを寄せていたが、ビフロンスからは単なる人形扱いで、神霊魔法を仕込んだ実験体の一つでしかなかった。ビフロンスにより船上で開催された夜会に招待されたザガン他の魔術師達の前で、実験として復活させられた魔神の残滓との戦いにおいて神霊魔法を発動し一時圧倒するが、あまりに強いその力にネフテロスの身体の方が耐えられず敗北。実験失敗としてビフロンスに見捨てられ魔神の泥に飲まれて一体化したが、彼女を救おうと神霊魔法を発動したネフィと、その場に集められていた魔術師達と協力して戦うザガン達によって泥から救出される。救出されたあとザガンの所に来ないかと勧誘されるがこれを拒否。ザガンからビフロンス宛ての手紙を持たされて主の元へと帰還した。その手紙の正体はザガンなりのビフロンスへの意趣返しであり、ネフテロスが嫌な気持ちになったら発動して相手を殴る拳が出現するよう調整された魔術が仕込まれており、これ以降彼女はこの手紙を肌身離さず持ち歩くようになった。
ビフロンス
13人の魔王のうちの1人でザガンが魔王襲名を受けるまでは最年少だった。見た目は13歳くらいの中性的な子供の容姿だが実年齢は300歳ほど。亡きマルコシアスの後任としてザガンを強く推薦した人物であり、ネフィがハイエルフであることも知る人物。刻印によって不死身となっており、頭が潰されてもすぐに再生する。魔族の王たる「魔神」や神霊魔法についての研究の副産物として魔王の刻印や聖剣についてもそれなりに詳しく、かつて存在した魔神とそれを討伐した十二の聖剣。聖剣によって十三に分割された亡骸を元に刻印が作られたため魔王の座は十三席といった情報をザガンに教えた。
エルフの里を賊に襲撃させてネフィを捕えることを指示した張本人だが、マルコシアスに横取りされてネフィの消息を追えなくなったうえに、マルコシアスが亡くなってようやく手がかりをつかめると思っていたらネフィがザガンの嫁になっていたと知ることになった。
ネフテロスに神霊魔法を仕込んだ実験が失敗して彼女を見捨てて先に帰還したが、ザガン達に救われた彼女は無事であった。帰ってきたネフテロスに罪悪感の欠片も無い態度で接していたが、ザガンに渡された手紙から現れた拳によってぶん殴られ、それ以降ネフテロスの機嫌を損ねるたびに発動するその拳のせいで彼女に頭が上がらなくなる。
オリアス
13人の魔王のうちの1人で見た目は白いローブ姿の妙齢の女性。ザガンの魔王襲名時「その気になれば他の魔王の力すら手に入れられる」と煽るザガンにそれとなく忠告した。《妖婦》ゴメリを弟子にもつ。
その正体は過去に本物の魔王オリアスを打倒して成り代わったエルフで、本名は〈妖精王〉タイタニア。元々の魔王ではないため、魔王の中では比較的温厚。ネフィの実母。

## 評価
編集者・ゲームライターの石井ぜんじはザガンとネフェリアのラブコメが基本ベースとなる一方で、各エピソードごとに様々な問題を抱えたメインのキャラが登場し、ザガンの活躍によって問題を解決していく展開は「ライトノベルの王道」だと評している。また、石井は本作のタイトルに着目しており、「王と奴隷エルフのラブコメ」という明確なテーマが示されていることによって作品の個性が立ち、結果的に良い方向に向かったのかもしれないと推察している。

## 既刊一覧

### 小説
- 手島史詞（著）・COMTA（イラスト） 『魔王の俺が奴隷エルフを嫁にしたんだが、どう愛でればいい？』 ホビージャパン〈HJ文庫〉、既刊20巻（2025年7月1日現在）
  1. 2017年2月1日発売[11]、ISBN 978-4-7986-1381-9
  2. 2017年6月1日発売[12]、ISBN 978-4-7986-1460-1
  3. 2017年9月1日発売[13]、ISBN 978-4-7986-1517-2
  4. 2017年12月29日発売[14]、ISBN 978-4-7986-1584-4
  5. 2018年3月31日発売[15]、ISBN 978-4-7986-1678-0
  6. 2018年8月1日発売[16]、ISBN 978-4-7986-1723-7
  7. 2018年12月1日発売[17]、ISBN 978-4-7986-1820-3
  8. 2019年4月1日発売[18]、ISBN 978-4-7986-1906-4
  9. 2019年8月31日発売[19]、ISBN 978-4-7986-1997-2
  10. 2020年2月1日発売[20][21]、ISBN 978-4-7986-2121-0 / ISBN 978-4-7986-2078-7（特装版）
  11. 2020年8月1日発売[22]、ISBN 978-4-7986-2230-9
  12. 2021年4月1日発売[23]、ISBN 978-4-7986-2394-8
  13. 2021年9月1日発売[24]、ISBN 978-4-7986-2577-5
  14. 2021年12月28日発売[25]、ISBN 978-4-7986-2703-8
  15. 2022年6月1日発売[26]、ISBN 978-4-7986-2829-5
  16. 2022年11月1日発売[27]、ISBN 978-4-7986-2985-8
  17. 2023年8月1日発売[28]、ISBN 978-4-7986-3243-8
  18. 2024年4月1日発売[29]、ISBN 978-4-7986-3501-9
  19. 2024年12月27日発売[30]、ISBN 978-4-7986-3726-6
  20. 2025年7月1日発売[31]、ISBN 978-4-7986-3888-1

### 漫画
- 手島史詞（原作）・COMTA（キャラクター原案）・板垣ハコ（作画） 『魔王の俺が奴隷エルフを嫁にしたんだが、どう愛でればいい？』 ホビージャパン〈HJコミックス〉、既刊13巻（2025年2月3日現在）
  1. 2018年8月27日発売[32]、ISBN 978-4-7986-1756-5
  2. 2019年2月22日発売[33]、ISBN 978-4-7986-1870-8
  3. 2019年8月27日発売[34]、ISBN 978-4-7986-1984-2
  4. 2020年2月27日発売[35]、ISBN 978-4-7986-2131-9
  5. 2020年8月27日発売[36]、ISBN 978-4-7986-2269-9
  6. 2021年3月1日発売[37]、ISBN 978-4-7986-2432-7
  7. 2021年9月1日発売[38]、ISBN 978-4-7986-2586-7
  8. 2022年4月1日発売[39]、ISBN 978-4-7986-2649-9
  9. 2022年11月1日発売[40]、ISBN 978-4-7986-2896-7
  10. 2023年6月1日発売[41]、ISBN 978-4-7986-3072-4
  11. 2023年12月1日発売[42]、ISBN 978-4-7986-3261-2
  12. 2024年6月3日発売[43][44]、ISBN 978-4-7986-3543-9 / ISBN 978-4-7986-3545-3（限定版）
  13. 2025年2月3日発売[45]、ISBN 978-4-7986-3718-1
- 手島史詞（原作）・COMTA（キャラクター原案）・双葉もも（作画）・板垣ハコ（構成） 『悪友の俺がポンコツ騎士を見てられないんだが、どう世話を焼きゃいい？ 〜まどめ外伝〜』 ホビージャパン〈HJコミックス〉、既刊3巻（2024年6月3日現在）
  1. 2022年11月1日発売[46]、ISBN 978-4-7986-2991-9
  2. 2023年9月1日発売[47]、ISBN 978-4-7986-3268-1
  3. 2024年6月3日発売[48]、ISBN 978-4-7986-3546-0

## テレビアニメ
2022年10月27日、アニメ化企画が進行中であることが発表された。2023年10月27日にテレビアニメ化が発表され、2024年4月から6月までTOKYO MXほかにて放送された。ナレーションは森川智之。

### スタッフ
- 原作 - 手島史詞[8]
- キャラクター原案 - COMTA[8]
- 漫画 - 板垣ハコ[8]
- 監督 - 石踊宏[8]
- アニメーション監修 - 後藤圭二[8]
- シリーズ構成 - 吉永亜矢[8]
- キャラクターデザイン・総作画監督 - 大沢美奈[9]
- クリーチャーデザイン - 相坂ナオキ
- プロップデザイン - 小川浩[9]、広実愛[9]
- 美術監督 - 渋谷幸弘[9]
- 美術設定 - 米田隆裕[9]
- 色彩設計 - 福田由布子[9]
- 撮影監督 - 関谷颯人[9]
- 編集 - 池田康隆[9]
- 音響監督 - 山田陽[9]
- 音響効果 - 鋤柄務[9]
- 音響制作 - 叶音[9]
- 音楽 - yuma yamaguchi[8]
- プロデューサー - 松本拓也、佐藤史子、黒須信彦、横田正明、曹聡、松井優子、熊谷拓登
- アニメーションプロデューサー - 小沢十光、卜部智也
- アニメーション制作 - ブレインズ・ベース[8]
- 製作 - DMM.com、UNLIMITED PRODUCE by TMS、クランチロール、ホビージャパン、NetEase Games、BS朝日、叶音

### 主題歌
「ワカラナイアイ」
The Brow Beatによるオープニングテーマ。作詞はRyujiとコバヤシユウジ、作曲は宮田'レフティ'リョウとコバヤシユウジ。
「ブルースター」
山本彩によるエンディングテーマ。作詞は山本彩、作曲は山本彩と杉山勝彦と尾上榛、編曲は尾上榛と杉山勝彦と小名川高弘。

### 各話リスト
| 話数   | サブタイトル                                                 | 脚本     | 絵コンテ | 演出            | 作画監督                                                                | 初放送日      |
| ------ | ------------------------------------------------------------ | -------- | -------- | --------------- | ----------------------------------------------------------------------- | ------------- |
| 第1話  | 初恋とは誰もが一度はかかる質の悪い病である                   | 吉永亜矢 | 蒲原遥   | 石踊宏          | 大沢美奈                                                                | 2024年 4月5日 |
| 第2話  | コミュ障の初恋はカビたパンの味に似ている                     | 吉永亜矢 | 石踊宏   | 小松和映        | しんぼたくろう 関田有紀子                                               | 4月12日       |
| 第3話  | 普段おとなしい子ほど怒ると破壊的に恐ろしい                   | 吉永亜矢 | 石踊宏   | 島亜里沙 石踊宏 | 野田康行 石井裕美子 中村与史子 SEED                                     | 4月19日       |
| 第4話  | 魔王からの勧誘とかロクなことにならないから、断った方がいい   | 吉永亜矢 | 大原実   | 菅原静貴        | しんぼたくろう 関田有紀子                                               | 4月26日       |
| 第5話  | 失恋というのは物理的にもけっこう痛いもので                   | 入江信吾 | 石踊宏   | 小松和映        | 玉置典彦 石井裕美子 中村与史子 壽恵美子 CJT SEED                        | 5月3日        |
| 第6話  | 魔王になったからには傍若無人に振る舞う義務みたいなものがある | 吉永亜矢 | 石踊宏   | 石踊宏          | しんぼたくろう 関田有紀子                                               | 5月10日       |
| 第7話  | 魔王だって小さい子に手をあげるのは良くない                   | 入江信吾 | 大畑晃一 | うえだしげる    | 貝澤総 石井裕美子 壽恵美子 ワンオーダー CJT                             | 5月17日       |
| 第8話  | 竜を拾ったら懐かれたので娘にすることにした                   | 入江信吾 | 菅原静貴 | 菅原静貴        | しんぼたくろう 関田有紀子                                               | 5月24日       |
| 第9話  | 聖騎士の事情はドロドロしているので関わりたくないのだが       | 吉永亜矢 | 大畑晃一 | ふじいたかふみ  | 中村与史子 石井裕美子 壽恵美子 貝澤総 SEED ワンオーダー CJT             | 5月31日       |
| 第10話 | 娘に家出されたら親としては必死になるもので                   | 吉永亜矢 | 大原実   | うえだしげる    | 中村与史子 石井裕美子 斉藤香織 池田香織                                 | 6月7日        |
| 第11話 | それでも邪悪な魔物をやっつけるのが聖騎士らしい               | 吉永亜矢 | 大畑晃一 | 小松和映        | 尾島ちづる 石井裕美子 中村与史子 ワンオーダー CJT                       | 6月14日       |
| 第12話 | 月夜の音楽会は美しいが、コミュ障にはまだ早い                 | 吉永亜矢 | 石踊宏   | 石踊宏          | 中村与史子 石井裕美子 壽恵美子 貝澤総 花澤菜摘 広実愛 池田香織 松下純子 | 6月21日       |

### 放送局
| 放送期間               | 放送時間                     | 放送局   | 対象地域   | 備考                                   |
| ---------------------- | ---------------------------- | -------- | ---------- | -------------------------------------- |
| 2024年4月5日 - 6月21日 | 金曜 0:30 - 1:00（木曜深夜） | TOKYO MX | 東京都     |                                        |
|                        | 金曜 23:30 - 土曜 0:00       | BS朝日   | 日本全域   | 製作参加 / BS/BS4K放送 / 『アニメA』枠 |
| 2024年4月7日 - 6月23日 | 日曜 3:08 - 3:38（土曜深夜） | 毎日放送 | 近畿広域圏 | 『アニメシャワー』第3部                |

| 配信開始日    | 配信時間                     | 配信サイト | 備考                                                             |
| ------------- | ---------------------------- | --- | ---------------------------------------------------------------- |
| 2024年4月5日  | 金曜 0:30 - 1:00（木曜深夜） | ABEMA | 1話を地上波同時、2話以降を地上波一週間先行配信、独占見放題配信。 |
| 2024年4月12日 | 金曜 1:00 以降順次更新       | dアニメストア [ 注 1 ] DMM TV MBS動画イズム U-NEXT アニメ放題 バンダイチャンネル FOD Amazonプライムビデオ ニコニコチャンネル [ 注 2 ] Lemino アニメタイムズ Hulu TELASA J:COM STREAM milplus HAPPY!動画 クランクイン!ビデオ ビデオマーケット カンテレドーガ music.jp TVer |                                                                  |

### BD
| 巻 | 発売日        | 収録話         | 規格品番  |
| -- | ------------- | -------------- | --------- |
| 1  | 2024年7月31日 | 第1話 - 第6話  | DMPXA-386 |
| 2  | 2024年8月28日 | 第7話 - 第12話 | DMPXA-387 |

### Web配信番組
魔奴愛の『ビジュアルコメンタリー「保護者会」』のタイトルでYouTubeのTMSアニメ公式チャンネルにて4月5日より、1話・3話・6話・9話・12話をアニメキャストが視聴者と一緒に保護者のような気持ちで見守ろうという趣旨の番組を配信。12話はオリジナルエピソードとなっている事が語られている。
| 回                | 配信日        | 出演者                                                                 |
| ----------------- | ------------- | ---------------------------------------------------------------------- |
| 第1回（第１話）   | 2024年4月5日  | 小林裕介（ザガン役）、市ノ瀬加那（ネフィ役）、谷山紀章（バルバロス役） |
| 第2回（第３話）   | 2024年4月19日 | 小林裕介（ザガン役）、市ノ瀬加那（ネフィ役）                           |
| 第3回（第６話）   | 2024年5月10日 | 小林裕介（ザガン役）、谷山紀章（バルバロス役）                         |
| 第4回（第９話）   | 2024年5月31日 | 菱川花菜（シャスティル役）、美坂朱音（フォル役）                       |
| 第5回（第１２話） | 2024年6月21日 | 小林裕介（ザガン役）、市ノ瀬加那（ネフィ役）、山本彩（EDテーマ担当）   |